# Мины (деревня)
Ми́ны (фин. Miina) — деревня в Гатчинском муниципальном округе Ленинградской области.

## История
На карте Ингерманландии А. И. Бергенгейма, составленной по материалам 1676 года, упоминается как деревня Smeino.
На шведской «Генеральной карте провинции Ингерманландии» 1704 года как Sminaby.
Как Смиина она упоминается на «Географическом чертеже Ижорской земли» Адриана Шонбека 1705 года.

МИНЫ — деревня принадлежит Кожину, полковнику, число жителей по ревизии: 27 м. п., 31 ж. п. (1838 год)

В пояснительном тексте к этнографической карте Санкт-Петербургской губернии П. И. Кёппена 1849 года она записана как деревня Mina (Miina, Мины) и указано количество её жителей на 1848 год: эвремейсов — 12 м. п., 18 ж. п., всего 30 человек.

МИНО — деревня генерал-майора Кожина, по просёлочной дороге, число дворов — 11, число душ — 31 м. п.(1856 год)

МИНА — деревня владельческая при реке Оредежи, число дворов — 14, число жителей: 38 м. п., 48 ж. п. (1862 год)

В 1879 году деревня называлась Мина и состояла из 11 дворов.

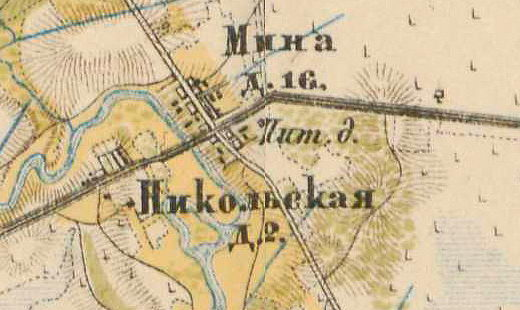
План деревни Мины. 1885 г.

В 1885 году деревня насчитывала 16 дворов и «питейный дом».
В XIX веке деревня административно относилась к Лисинской волости 2-го стана Царскосельского уезда Санкт-Петербургской губернии, в начале XX века — 4-го стана. Население деревни было однородным — финским.
К 1913 году количество дворов увеличилось до 23.
В 1917 году в деревне осталось 15 крестьянских дворов.
Согласно данным переписи населения СССР 1926 года в деревне Мина Минского сельсовета Лисинской волости Троцкого уезда проживали 168 человек, большинство финны.
По данным 1933 года деревня Мина была центром Минского сельсовета Красногвардейского района, в который входили 7 населённых пунктов: сёла Введенское и Пролетарское, деревни Горка, Каушта, Мина, Никольская и хутор Горки, общей численностью населения 1369 человек.
По данным 1936 года центром Минского сельсовета была деревня Мины, в него входили 7 населённых пунктов, 268 хозяйств и 5 колхозов.

План деревни Мины. 1939 год

Согласно топографической карте 1939 года деревня называлась Мина и насчитывала 37 дворов.
Деревня была освобождена от немецко-фашистских оккупантов 28 января 1944 года.
По данным 1966 года село Мины входило в состав Минского сельсовета и являлось его административным центром.
По данным 1973 года в деревне располагалась центральная усадьба совхоза «Искра», деревня являлась административным центром Минского сельсовета.
По данным 1990 года в деревне Мины проживали 1184 человека. Деревня являлась административным центром Минского сельсовета в который входили 13 населённых пунктов: деревни Большие Слудицы, Борисово, Введенское, Горки, Каушта, Клетно, Малые Слудицы, Мины, Никольское, Порожек, Савкино, Хаймино, а также посёлок при станции Слудицы, общей численностью населения 1978 человек.
В 1997 году в деревне проживали 1010 человек, в 2002 году — 1034 человека (русские — 92%), в 2007 году — 997.

## География
Деревня расположена в восточной части района на автодороге 41А-003 (Кемполово — Выра — Шапки).
Расстояние до административного центра поселения, посёлка городского типа Вырица — 3,5 км. Расстояние до районного центра — 65 км.
Расстояние до ближайшей железнодорожной станции Вырица — 3 км.
Деревня находится на левом берегу реки Оредеж.

## Демография
| 1862 | 2007 | 2010  | 2017  |
| ---- | ---- | ----- | ----- |
| 86   | ↗997 | ↗1199 | ↘1006 |

### Национальный состав
Согласно данным Всероссийской переписи населения 2021 года в деревне проживали 955 человек, из них:
 русские — 886, цыгане — 6, белорусы — 5, украинцы — 3, грузины — 2, финны — 2, азербайджанцы — 1, корейцы — 1, немцы — 1, татары — 1, другие национальности — 14 человек, остальные национальность не указали.

## Предприятия и организации
- Детский сад
- Школа
- Клуб
- Медпункт
- ЗАО «Искра» — производство сельскохозяйственной продукции

## Транспорт
От Вырицы до Мин можно доехать на автобусах № 123, 504А, 512.

## Улицы
Краснофлотская, Лесная, Петровка, Сосновая, Школьная.